# Sendets (Pirenei Atlantici)
Sendets è un comune francese di 872 abitanti situato nel dipartimento dei Pirenei Atlantici nella regione della Nuova Aquitania.

## Società

### Evoluzione demografica
Abitanti censiti